# 第2次コザ事件
第2次コザ事件（だい2じこざじけん）は、1971年8月17日にアメリカ占領下の沖縄のコザ市（現沖縄市）で発生した暴動事件。前年のコザ暴動に続くコザ市で発生した第二の暴動であるが、前回とは異なり白人・黒人間の人種差別問題も絡んだ複雑な事件であった。
「第2次コザ暴動」「第2次コザ騒乱」とも呼ばれる。

## 事件の発端
アメリカ本国で盛り上がった公民権運動は、沖縄在住の黒人にも波及していた。事件が起きた1971年には、キャンプ・シュワブや普天間基地などの基地内で反人種差別暴動が起きていた。
当時、コザ市の歓楽街は人種ごとに二分されていた。ゲート通りやセンター通り（現中央パークアベニュー）が「白人街」、照屋地区が「黒人街」となっていた。黒人が「白人街」に、白人が「黒人街」に来ると即座に叩き出された。
そして黒人の一部急進派は「白人街から白人を締め出して、コザ市全域を黒人街にしよう」と呼号し、ゲート通りやセンター通りに集団で繰り出していた。

## 事件の概要
1971年8月17日午前0時半、黒人グループ約50人がセンター通りで「反人種差別」を掲げてデモ行進し、白人御用達のバーやクラブを襲撃した。これを見ていた地元住民が激怒し、約100人が黒人グループと睨み合った。琉球警察コザ警察署（現沖縄警察署）から署員が急派すると、黒人グループは一目散に逃げ出した。群集は追いかけたが見失ってしまった。
ちょうどその時、黒人が運転する車がタクシーと接触事故を起こし、アメリカ軍憲兵が駆けつけていたことから、抗議の矛先が憲兵に向けられた。憲兵はコザ署に逃げ込んだため、群衆はコザ署に押しかけ、「黒人の暴動を許すな」と叫びながら投石したりして、署の窓ガラスを割った。機動隊が駆けつけたことで、約2時間あまりで沈静化した。
アメリカ軍当局は、その後しばらく「コンディション・グリーン」を発令して再発の防止に努めた。